# Балдовенци
Балдовенци (мкд. Балдовенци) су насеље у Северној Македонији, у јужном делу државе. Балдовенци припадају општини Новаци.

## Географија
Насеље Балдовенци је смештено у јужном делу Северне Македоније. Од најближег већег града, Битоља, насеље је удаљено 16 km источно.
Балдовенци се налазе у источном делу Пелагоније, највеће висоравни Северне Македоније. Насељски атар на западу је равничарски, док у источном делу издиже Селечка планина. Надморска висина насеља је приближно 700 метара.
Клима у насељу је континентална.

## Становништво
Балдовенци су према последњем попису из 2002. године били без становника. Село је плански расељено од 1961. године због ширења копова угља.
Претежно становништво по последњем попису били су етнички Македонци.
Већинска вероисповест било је православље.